# Big Little Lies
Big Little Lies är en amerikansk dramatisk TV-serie vars första säsong visades på HBO 2017. Serien är skapad och skriven av David E. Kelley och bygger på romanen med samma namn, skriven av Liane Moriarty. Första säsongen av serien med sju avsnitt, alla regisserade av Jean-Marc Vallée, hade premiär 19 februari 2017.
Säsong två, även den med sju avsnitt, hade premiär på HBO 9 juni 2019. Alla avsnitt skrivna av Kelley och regisserade av Andrea Arnold.

## Rollista

### Huvudroller
- Reese Witherspoon – Madeline Martha Mackenzie
- Nicole Kidman – Celeste Wright
- Shailene Woodley – Jane Chapman
- Alexander Skarsgård – Perry Wright, Celestes make
- Adam Scott – Ed Mackenzie, Madelines make
- James Tupper – Nathan Carlson, Madelines exmake
- Zoë Kravitz – Bonnie Carlson, Nathans andra hustru
- Laura Dern – Renata Klein
- Jeffrey Nordling – Gordon Klein, Renatas make
- Meryl Streep - Mary Louise Wright, Perrys moder (säsong 2)

### Biroller
- Santiago Cabrera – Joseph
- Iain Armitage – Ziggy Chapman
- Sarah Baker – Thea Cunningham
- Sarah Burns – Gabrielle
- P.J. Byrne – Principal Nippal
- Darby Camp – Chloe Mackenzie
- Hong Chau – Jackie
- Kelen Coleman – Harper Stimson
- Merrin Dungey – Detective Adrienne Quinlan
- Ivy George – Amabella Klein
- Virginia Kull – Ms. Barnes
- Kathryn Newton – Abigail Carlson
- Larry Sullivan – Oren
- David Monahan – Bernard
- Kathreen Khavari – Samantha
- Joseph Cross – Tom
- Robin Weigert – Dr. Amanda Reisman
- Larry Bates – Stu